# Az Európai Unió londoni képviselete
Az Európai Unió londoni képviselete az EU 2020. február 1-jén, Londonban nyitott küldöttsége. A delegáció első vezetője João Vale de Almeida portugál diplomata lett. Bár a hétköznapokban gyakran elhangzik a nagykövetség és a nagykövet kifejezés, valójában képviseletről van szó, Almeida pedig főképviselőként vezeti a szervezetet.

## Előzmények
Az Európai Bizottságnak 47 éven keresztül volt képviselete Londonban, ami az Egyesült Királyság kilépésével megszüntette a tevékenységét. Ennek a kilépési folyamatnak a során már 2018-ban elhatározta az EU, hogy - hasonlatosan számos unión kívüli országban működtetett delegációjához - Londonban is képviseletet nyit. Az uniónak 140 országban és szervezet mellett van képviselete, ezek közül a legnagyobb az Amerikai Egyesült Államokban, ahol 90 fős személyzet dolgozik - igaz, közülük csak 30 diplomata.

## Feladata
A harmadik országokban működő EU-küldöttségek hagyományos feladatai mellett - mint például az EU diplomáciai képviselete, az EU tájékoztatása jelentések formájában valamint az EU népszerűsítése a fogadó országban -, az Egyesült Királyságban működő EU-küldöttség kulcsszerepet játszik az Egyesült Királyság kilépési megállapodásának végrehajtásában. A képviselet feladata lesz továbbá az Egyesült Királyságban élő uniós polgárok tájékoztatása a jogaikról.
A képviselet az Európai Bizottság küldöttségének korábbi székházát vette át, az úgynevezett Európa Házat London City of Westminster negyedében, a 32 Smith Square-en.